# Ana Orantes
Pour les articles homonymes, voir Orantes.
Ana Orantes Ruiz, née le 6 février 1937 à Grenade, et morte le 17 décembre 1997 à Cúllar Vega, est une femme espagnole victime de violence de genre. En 1997, elle livre un témoignage télévisé racontant les violences que son ex-mari lui fait subir. Treize jours après son passage à la télévision, elle est brûlée vive par celui-ci, ce qui a de grandes répercussions dans la société espagnole en contribuant à visibiliser la violence contre les femmes et en faisant évoluer le code pénal. Ana Orantes est la cinquante-neuvième victime de violence de genre (es) en 1997. Ses enfants ont également été maltraités par leur père et n'ont pas reçu d'aide.

## Biographie
Ana Orantes Ruiz est née le 6 février 1937, au sein d'une famille modeste installée à Grenade, dans la rue Elvira. Elle est la troisième des six enfants issus du mariage de Manuel Orantes, maçon, et de Rosario Ruiz, modiste et vendeuse dans une confiserie. À cause du manque de revenus de sa famille, Ana n'est pas scolarisée et travaille dès l'âge de 9 ans en tant que couturière, pour apporter une aide financière à ses parents.
Elle a 19 ans quand elle rencontre dans une célébration du Corpus de Grenade, José Parejo Avivar, né le 28 septembre 1935 à Alcazarquivir, sous le protectorat espagnol au Maroc. Peu après leur première rencontre, elle accepte d'entamer une relation avec Parejo pour rendre un ancien petit-ami jaloux. De son côté, Parejo souhaite s'émanciper de ses parents, ce qu'il peut obtenir en se mariant rapidement. À cette fin, il accélère son mariage avec Orantes, en la menaçant de propager des injures à son encontre si elle refuse. Après trois mois de fiançailles et malgré l'opposition des parents d'Ana, ils se marient à la fin de l'année 1956. Les jeunes mariés s'installent au domicile des parents du mari, où ils résident trois ans. Ils ont en tout onze enfants, dont trois décèdent.
Trois mois après leur union, Ana Orantes attend son premier enfant lorsqu'elle est victime de la première agression d'une longue série de violences, dont elle souffre pendant leurs quarante années de vie commune. Son mari lui assène une claque juste après son retour de chez ses parents, où elle était allée chercher du linge. En l'entendant crier, son beau-père José Parejo entre en courant dans la chambre en demandant ce qui s'est passé. Orantes répond qu'elle ne sait pas pourquoi son mari l'a giflée, de sorte que son beau-père la défend en frappant son fils. Cependant, l'avis de sa belle-mère Encarnación Avivar après avoir appris l'incident est tout autre : « qu'il l'embrasse ou qu'il la frappe, ce n'est pas notre affaire ». Avec le temps, ses beaux-parents finissent aussi par la maltraiter.

### Années de maltraitance
Ana Orantes vit quatre décennies sous l'emprise d'un mari alcoolique et agressif. Celui-ci lui inflige régulièrement de mauvais traitements, comme la prendre par les cheveux pour la jeter contre un mur, lui donner des coups de pied dans l'estomac, des coups de poing, des baffes, lui attraper le cou pour l'étrangler, lui crier dessus et l'agresser verbalement, ou jusqu'à l’asseoir sur une chaise pour la frapper avec un bâton, en l'obligeant à lui donner raison et en faisant de n'importe quoi un prétexte « suffisamment valable » pour l'agresser, comme le fait de cuisiner trop chaud ou trop froid. Parfois, après l'avoir maltraitée, il la supplie en pleurant de lui pardonner, en lui faisant la fausse promesse de ne pas recommencer.
Elle n'est pas la seule à souffrir de mauvais traitements. Ses huit enfants survivants, trois filles et cinq garçons, âgés de dix-neuf à quarante ans lors de l'assassinat de leur mère en 1997, grandissent entre le harcèlement, le mépris et la méchanceté, en plus d'être les témoins directs de la cruauté de leur père. Leur géniteur expulse bon nombre d'entre eux de la maison familiale pendant leur adolescence. Ana, leur deuxième enfant, précipite son mariage à seulement quatorze ans, dans le but de se libérer de son père et d'empêcher qu'il ne la viole, ce qu'il essayait de faire depuis les huit ans de sa fille par des attouchements sur les cuisses. Attouchements abusifs qu'il reproduit sur sa fille Rosario et, des années plus tard, sur une nièce. Dès qu'elle le peut, la deuxième enfant aide quelques-uns de ses frères. Elle prend en charge Charo âgé de douze ans, et Jesús, quatorze ans. José se marie à dix-sept ans, Alberto à dix-huit ans, et Rafael, celui qui attend le plus longtemps, à vingt ans. Ana Orantes ne peut assister au mariage de deux de ses fils car son mari le lui interdit. Quand l'oppresseur est en colère, sa femme et ses enfants se voient souvent contraints de quitter le foyer, même sans possibilité d'accueil quelque part. Les parents d'Ana Orantes ne l'hébergent pas car, malgré leurs précédentes demandes de ne pas s'engager avec Parejo, ils préfèrent ne pas interférer avec cette situation. Le plus jeune de tous les enfants, Francisco Javier, essaie de se jeter d'une fenêtre à l'âge de sept ans.
Il n'est pas le seul à essayer de se suicider pour échapper à l'oppression du chef de famille. Pendant un temps, Parejo, qui avait travaillé en atelier avec son père et plus tard comme maçon, perd son emploi, et c'est son épouse qui se charge d'assurer des revenus à la famille, en ouvrant une épicerie. Un jour, alors que sa femme est hors de la maison occupée à tenir la boutique, le mari profite de son absence pour essayer d'abuser sexuellement sa fille de quatorze ans. Celle-ci, dans un geste désespéré pour l'éviter, essaie sans succès de se donner la mort en ingérant une boîte de médicaments. De la même façon, Ana Orantes fait elle aussi quelques tentatives de suicide : elle avale massivement des comprimés, reste des semaines au lit sans s'alimenter et se jette dans une piscine alors qu'elle ne sait pas nager.
Un des objectifs de Parejo est de l'isoler socialement. Dans ce but, ils déménagent régulièrement dans des endroits peu peuplés qu'ils abandonnent dès que trop d'habitants commencent à s'installer, dont des quartiers de Grenade comme l'Albaicín ou le Fargue (es), et enfin dans la commune de Cúllar Vega. En suivant fidèlement ce principe, il lui interdit de poursuivre ses études dans des cours d'éducation pour adultes ou d'assister au mariage de ses frères.
Les jalousies infondées de son conjoint sont d'autres prétextes pour la rouer de coups. Un mois d'août du début des années soixante-dix, Ana emmène son troisième enfant de huit ans en urgence chez le médecin, car elle le trouve très malade. Puis ils vont ensemble à la pharmacie acheter des médicaments ; une voisine qu'ils croisent l'avertit avoir vu son mari furieux qui semblait la chercher. Quand mère et fils rentrent finalement à la maison en début de soirée, son mari enragé ne croit pas l'explication qu'elle donne à son absence et déchaîne sa violence contre elle devant tous ses enfants. Selon lui, son épouse entretient des relations sexuelles avec d'autres hommes. Une autre fois, sur le chemin du retour d'une feria du Corpus de Grenade, Parejo, furieux parce qu'elle a dansé avec un de ses cousins, se met à lui donner des coups de poing en pleine rue jusqu'à la laisser inconsciente.
À cause des conventions sociales de l'époque, durant les premières années de mariage, Ana ne signale pas son calvaire à la police. Elle ne peut pas non plus demander le divorce car il n'est autorisé qu'en 1981. Quand elle rend visite à sa mère Rosario Ruiz, en secret car son mari le lui a interdit ainsi qu'au reste de la famille, et que celle-ci lui demande les raisons de ces bleus qui défigurent son visage, sa fille lui donne de banales réponses évasives afin de lui cacher la vérité. Vers 1972, Orantes décide de porter plainte contre son mari, le faisant jusqu'à quinze fois. « Ce sont des conflits familiaux normaux », est la réponse type que la plaignante reçoit de la garde civile. De la même façon, elle essaie de se séparer plusieurs fois de son mari pendant les années quatre-vingt.
Finalement, Orantes obtient qu'une sentence judiciaire prononce leur divorce à l'été 1996, jugement qui autorise toutefois la cohabitation avec cet homme, dans l'immeuble de la rue Serval du quartier Ventorrillo de Cúllar Vega. Le logement est divisé en deux parties indépendantes ; l'étage du dessus est pour elle et ses deux fils encore présents, ainsi qu'une nièce, et l'étage du bas pour son ex-mari. La résidence a pour entrée une partie commune aux deux étages sous forme de patio. L'avocat qui intervient dans la procédure de divorce révèle plus tard qu'Orantes a accepté de partager le logement avec son agresseur. Celui-ci s'était montré réticent à quitter la maison, et elle, peut-être par pitié, cède à ses pressions.
Quelque temps après, Parejo rencontre une autre femme et s'absente temporairement du lieu. Mais, de temps à autre, il revient occuper son étage et continue son harcèlement, ses menaces et ses sévices contre sa famille. Orantes et son fils veulent lui acheter l'appartement qu'il occupe, mais les négociations échouent. Cette cohabitation tourmentée fait que le juge de paix intervient entre eux pour qu'ils retirent les cages de leurs animaux domestiques, installées par le fils près des fenêtres de l'étage du père, qui dérangent ce dernier. Un peu plus d'un an passe, pendant lequel, d'après les témoignages ultérieurs des voisins, les interpellations et disputes entre eux sont récurrentes, malgré les poursuites que mère et fils entreprennent contre l'agresseur et qu'ils gagnent presque toujours.

### Témoignage télévisé
Désespérée de constater que sa vie ne s'est pratiquement pas améliorée depuis son divorce de José Parejo, le jeudi 4 décembre 1997, Ana Orantes participe à l'émission télévisée De tarde en tarde, diffusée sur la chaîne espagnole Canal Sur et présentée par Irma Soriano, pour exprimer son calvaire personnel devant les caméras de la télévision publique andalouse. Une réalité dont beaucoup de femmes maltraitées souffrent en silence mais que très peu osent révéler. Elle est accompagnée par sa fille cadette Raquel Orantes, assise parmi les spectateurs.

Durant les quelque trente-cinq minutes de sa déclaration sur le plateau, elle résume les agressions physiques et psychologiques perpétrées par son ex-mari, dont elle ainsi que ses enfants ont souffert. Elle détaille les tentatives d'abus sexuels de l'ex-mari envers deux de ses trois filles, ses interdictions injustes, la conduite dénigrante de sa défunte belle-mère, et les deux épisodes violents contre sa personne déjà cités, par lesquels elle démontre la tyrannie et les désirs de domination de celui qui devient plus tard son assassin. La seule chose positive qu'elle mentionne à son sujet est qu'il est travailleur. Orantes raconte pendant son temps de parole :
[...] J'avais onze enfants, je n'avais nulle part où aller […], car je ne pouvais pas m'en aller avec mes parents, ni avec personne. Je devais le supporter, supporter qu'il me mette des raclées et des raclées, raclées sur raclées ! Un jour oui, un jour non, et un autre, à moitié. Il me disait tout ce qu'il voulait [...]. Il me mettait en panique, il me faisait peur, il m'horrifiait [...].
Son récit est très commenté par les voisins. La nouvelle compagne de son ex-mari rompt avec lui et tout ceci déclenche la colère de cet homme. D'après plusieurs témoins qui se présentent à la garde civile, il jure de se venger. Selon la version d'une voisine qui parle avec l'agresseur, de tout ce qu'a raconté Orantes, ce qui l'indigne le plus est son affirmation d'avoir subvenu aux besoins financiers de la famille, en vendant de la nourriture dans une épicerie, pendant qu'il était sans emploi. Plus tard, des voisins de la localité grenadine déclarent que la victime craignait pour sa vie lors des derniers jours après son passage en télévision.

### Assassinat
Le matin du mercredi 17 décembre 1997, treize jours après la diffusion de l'émission télévisée, Ana Orantes part avec sa belle-famille faire quelques courses. Elle est de retour à son logement vers quatorze heures.
De son côté, José Parejo se rend à Santa Fe pour y apprendre qu'il est de nouveau accusé. Il joue ensuite à la loterie, achète du tabac et revient vers son étage du logement. Il se met alors à entretenir un motoculteur, dont il remplit le réservoir d'essence. Pour cela, il s'aide d'un récipient en plastique qui, une fois utilisé, contient encore environ un litre et demi d'essence.
Entre 13h45 et 14h35, Parejo, depuis l'étage inférieur de l'immeuble, observe l'arrivée d'Orantes sur le lieu, traversant le jardin commun pour monter à son étage, et ainsi décharger les sacs qu'elle rapporte des courses. La femme étant de dos, empêchant ainsi toute réaction défensive, il s'approche silencieusement, à une distance de trois à huit mètres, pour lui lancer le combustible contenu dans le récipient précédemment utilisé. En se projetant, le liquide se répand sur le dos et les vêtements d'Ana Orantes. Puis Parejo allume son briquet et met le feu à son ex-femme, ce qui initie une rapide combustion, entraînant sa chute au sol, déjà enveloppée de flammes, perdant conscience et s'effondrant sur son flanc gauche. Après s'être assuré de la mort de sa victime, l'homme fuit le lieu du crime alors que son ex-femme brûle encore dans l'incendie provoqué.
Leur petite-fille d'environ douze ans, qui revient du collège peu après, trouve le cadavre de sa grand-mère en train de se consumer, et alerte immédiatement les voisins qui appellent la police. Quand la garde civile arrive et éteint le feu qui consume Ana Orantes, il n'est alors plus possible de faire quoi que ce soit pour la sauver. Les autorités locales lancent un protocole de recherche et de capture de l'assassin en fuite, alors qu'il s'est initialement dirigé vers le poste de police de Las Gabias, le trouvant fermé. Deux heures et demi plus tard, il se rend et est transféré aux services compétents.
Ana Orantes souffre de brûlures très graves de sixième degrés à la colonne vertébrale, de cinquième degrés à la tête, au cou et sur la partie droite du dos, de quatrième degrés au thorax et à l'abdomen, et de second degrés aux hanches et aux membres inférieurs, qui provoquent un choc neurogène et une ischémie cérébrale, causant la mort en quelques secondes. Elle est âgée de soixante ans et est enterrée au Cimetière San Jose à Grenade.

### Procès de José Parejo
Le 9 décembre 1998, douze mois après l'assassinat, la première audience du procès de José Parejo a lieu au tribunal provincial de Grenade. Avant le début du procès, des associations de femmes et des collectifs féministes manifestent pour réclamer justice et condamner les violences conjugales. L'accusé reconnaît avoir commis les faits même s'il affirme que son ex-femme l'aurait interpellé lorsqu'ils sont arrivés en même temps dans l'accès commun au logement, ce qui aurait déclenché son acte. Il déclare aussi qu'il a essayé de la secourir pendant qu'elle brûlait par le feu qu'il avait allumé. De telles allégations et cette mensongère tentative d'aide sont rejetées par le procureur et l'accusation deux jours plus tard.
Lors de la seconde audience, menée le 10 décembre, le jury visionne sur un téléviseur l'enregistrement du témoignage de la victime qui avait été diffusé à la télévision un an auparavant. Trois des enfants témoignent contre leur père, confirmant avoir assisté aux coups et aux humiliations subis par leur mère, avoir été eux-mêmes victimes d'agressions et confirmant les tentatives d'inceste sur des filles de la famille. Lors de l'audition du juge de paix de Cullar Vega, Gerardo Moreno Calero, qui avait pris en charge les derniers litiges des ex-conjoints, il conclut que l'intervention télévisée d'Orantes dans laquelle elle dénonce publiquement tous ses méfaits, est la raison pour laquelle il l'a tuée, comme acte de vengeance, car la veille de la tragédie ce même uxoricide avait dit au juge qu'il était extrêmement irrité par les accusations dont elle avait fait part à la télévision,,.
Le 11 décembre, dernier jour des auditions, l'accusé exprime le souhait d'être exécuté. L'accusation requiert une peine de vingt-deux ans, avec pour circonstance aggravante l'acharnement. La défense plaide pour l'acquittement de l'accusé ou, pour un emprisonnement de trois ans comme peine maximale, pour homicide commis dans un état de trouble mental passager. Le procès se termine pour laisser place aux délibérations.
Le mardi 15 décembre 1998, le magistrat Eduardo Rodríguez Cano du tribunal provincial grenadin, condamne José Parejo Avivar à une peine de dix-sept ans de prison, et au versement d'une indemnisation de trente millions de pesetas (180 000 euros) à ses enfants. De même, la décision lui interdit de se rendre à sa sortie de prison dans la localité où vivent ses descendants, pendant une durée de deux ans. Le jugement lui accorde comme circonstance atténuante l'aveu du crime aux autorités policières, peu après l'avoir commis. La sentence est communiquée au criminel par ses avocats dans le centre pénitentiaire, étant donné que Parejo refuse d'assister à la lecture du verdict par les jurés, dont la délibération a duré 24 heures,.
Début 2004, le condamné demande une liberté conditionnelle à la prison d'Albolote où il purge sa peine. Elle lui est refusée en mars de la même année pour éviter les possibles critiques sociales qu'elle pourrait susciter. Le 15 novembre 2004, presque sept ans après l'homicide, José Parejo meurt à l'âge de soixante-neuf ans à l'hôpital Ruiz de Alda (es) de Grenade, après un infarctus du myocarde survenu en prison. Sa dépouille est incinérée. Aucun de ses huit enfants, dont trois ont changé leur nom pour n'utiliser que celui de leur mère, ne se présente aux funérailles de leur père. Cependant, l'un d'entre eux, Alberto, lui a rendu visite durant sa peine de prison.

## Répercussions
L'assassinat d'Ana Orantes modifie la perception sociétale des violences contre les femmes. En conséquence, la législation espagnole change pour essayer de mettre fin à ces violences. Bien qu'Àlvarez Cascos, alors vice-président du gouvernement, ait qualifié l'affaire de « cas isolé œuvre d'un excentrique », le Gouvernement du Parti Populaire approuve quelques mois plus tard un plan d'action contre les violences conjugales. Le code pénal et la loi de procédure pénale sont modifiés afin d'y inclure le délit de « violence psychique répétée » et une « nouvelle mesure de précaution permettant l'éloignement physique entre l'agresseur et la victime » (loi 14/1999).
Après un long processus d'analyse des causes de cette violence, la parlement espagnol, sous le gouvernement de José Luis Rodríguez Zapatero, approuve à l'unanimité la loi organique des mesures de protection intégrale contre la violence de genre (es) – loi organique 1/2004,.

## Mémoire
Un monument en forme de monolithe est érigé à Cúllar Vega, village où Orantes est assassinée, en sa mémoire et celle d'Encarnación Rubio, toutes deux victimes de la violence machiste. Chaque année, le 25 novembre, la journée internationale pour l'élimination de la violence à l'égard des femmes est commémorée dans le village près de ce monolithe, avec lecture du manifeste approuvé en séance plénière, intervention d'associations et de différents secteurs éducatifs de Cúllar Vega. En 2022, 25 ans après sa mort, dans le cadre de cette journée internationale, la municipalité de Cádiz, avec la fondation municipale des femmes, rend hommage à Ana Orantes. El País retrace son histoire.
La journaliste et féministe Nuria Varela (es) publie en 2012 un livre intitulé La voix ignorée, Ana Orantes et la fin de l'impunité, souhaitant « rendre hommage à une femme qui perdit la vie pour avoir dit la vérité et qui, grâce à son courage, réussit à alerter les consciences dans tout un pays, à modifier ses lois, à briser le silence et à introduire dans le débat public et l'agenda politique ce qui jusqu'à maintenant était une question circonscrite à la sphère privée ».
En décembre 2017, lors du vingtième anniversaire de la mort d'Ana Orantes, sa fille Raquel Orantes, membre d'honneur de la Plate-forme des Femmes Artistes contre la violence de genre, honore la mémoire de sa mère en publiant une lettre symboliquement adressée à la défunte. Dans cette lettre, en plus d'exprimer son chagrin et de déplorer son destin, elle souligne l'importance de son cas dans la bataille collective contre la violence machiste.
Les municipalités de Cúllar Vega et de La Zubia, toutes deux dans l'aire métropolitaine de Grenade (es), ont donné le nom d'Ana Orantes à des rues. En décembre 2018, la mairie de Séville accepte aussi de lui dédier une rue de la ville. En mars 2019, la mairie de Gilena (Séville) fait de même dans le village. À l'occasion des 25 ans de sa mort, Cádiz lui dédie une place.

## Erreurs dans les médias
Quelques médias continuent d'affirmer parfois qu'Ana Orantes fut la première femme espagnole à dénoncer ouvertement des mauvais traitements infligés par un mari dans un programme télévisé,,,,. Cependant, avant son passage en télévision, quelques femmes espagnoles l'avaient déjà fait. Ana Orantes elle-même en avait parlé durant son témoignage : « cela a duré 40 ans, comme pour cette dame », en faisant allusion à une autre invitée assise à ses côtés, qui avait dévoilé avant elle un drame similaire au sien. En revanche, son assassinat est bien le premier connu sur le territoire espagnol comme conséquence d'une accusation télévisée de violences conjugales.
Une autre erreur parfois répétée dans divers médias, porte sur la description du modus operandi de Parejo lors du meurtre de son ex-femme. À plusieurs reprises, il a été dit qu'il l'aurait frappée, ce qui lui aurait fait perdre conscience, puis l'aurait traînée pour l'attacher sur un siège, aurait versé l'essence sur elle et l'aurait brûlée vive, tout ceci en présence d'un adolescent âgé de quatorze ans,,. Mais le verdict de culpabilité du jugement précise bien que sont reconnus comme faits prouvés les seuls versement du combustible sur le dos de la victime et sa combustion consécutive alors qu'elle était encore en vie. Aucun enfant n'était présent pendant l’exécution du meurtre et c'est une petite-fille qui découvre le crime déjà commis.